# Glyptophysa petiti
Glyptophysa petiti es una especie de molusco gasterópodo de la familia Planorbidae en el orden de los Basommatophora.

## Distribución geográfica
Es  endémica de Nueva Caledonia.    